# Арапирака
Арапирака е град – община в централната част на бразилския щат Алагоас. Общината е част от статистико-икономическия мезорегион Агрести Алагоано и се намира на 123 км разстояние от столицата на щата – Масейо. Арапирака е вторият по големина град в щата Алагоас — населението ѝ към 2010 г. е около 214 000 души, а територията на общината е 351 кв. км. Градът е известен най-вече с производството на тютюн, поради което е определян като „бразилската столица на тютюна“.
Арапирака е основан през първата половина на XIX в. Обособен е като самостоятелна община на 30 октомври 1924 г. Граничи с общините: Игаси на север, Сао Себастиао на юг, Койте до Ноя и Лимоейро ди Анадия на изток, Лагоа да Каноа, Жирау до Понсиано и Фейра Гранди на запад, Краибас на североизток и Жункейро на югоизток.